# Pedra Linda
Pedra Linda ou Residencial Pedra Linda é um bairro do município brasileiro de Coronel Fabriciano, no interior do estado de Minas Gerais. Localiza-se no distrito Senador Melo Viana, estando situado no Setor 5. Segundo o censo demográfico de 2022, realizado pelo Instituto Brasileiro de Geografia e Estatística (IBGE), sua população era de 756 habitantes e havia 265 domicílios particulares permanentes ocupados.
De acordo com o IBGE, em 2010 a população era de 774 habitantes e havia 223 domicílios particulares.
A área onde está situado o atual bairro pertencia originalmente a Virgílio Hélio Mosci e Raimundo Silva de Andrade, sendo loteada em 1983 pela Pedra Linda Empreendimentos, a qual dá nome ao núcleo habitacional.

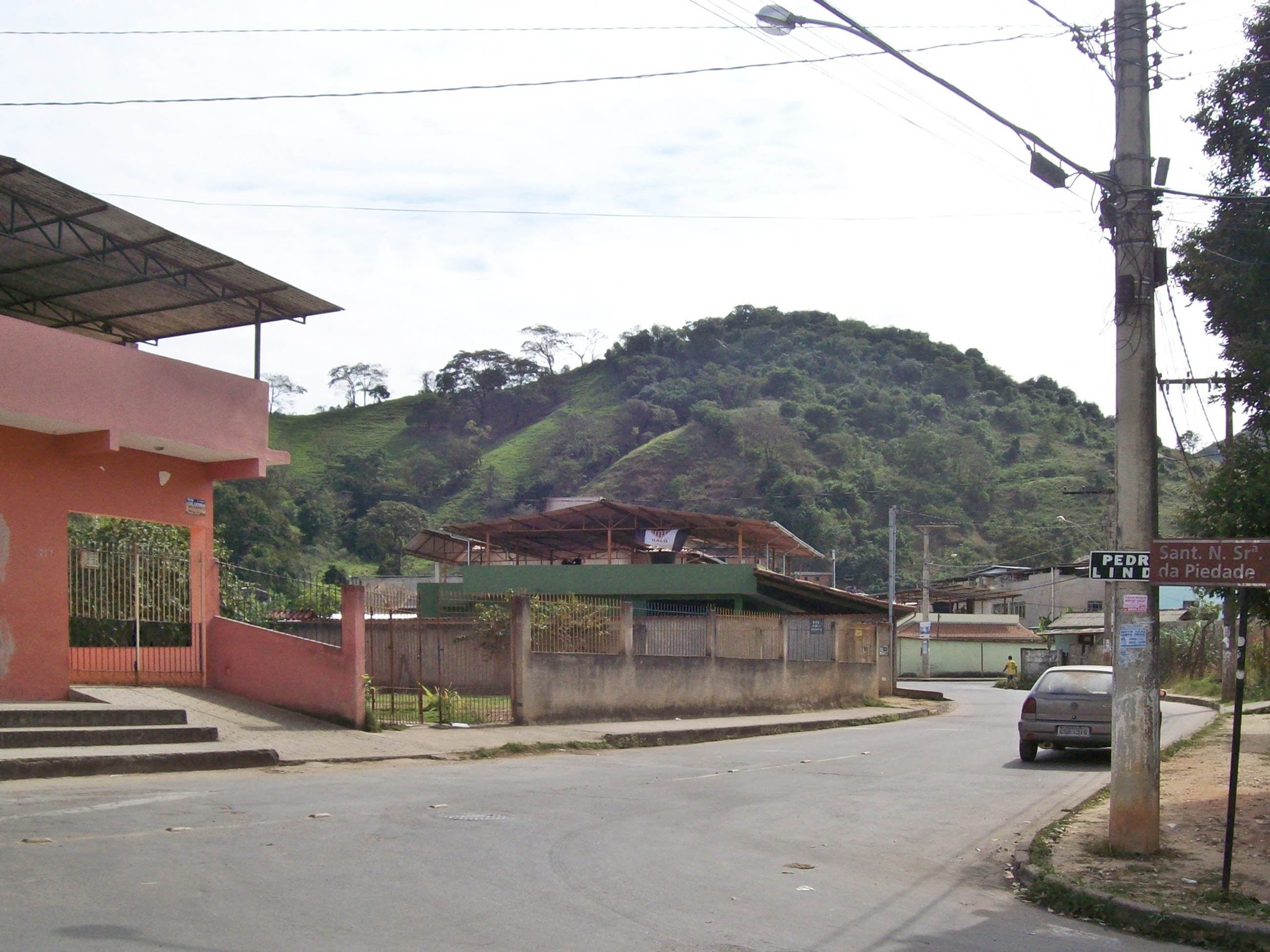
Entrada do bairro Pedra Linda
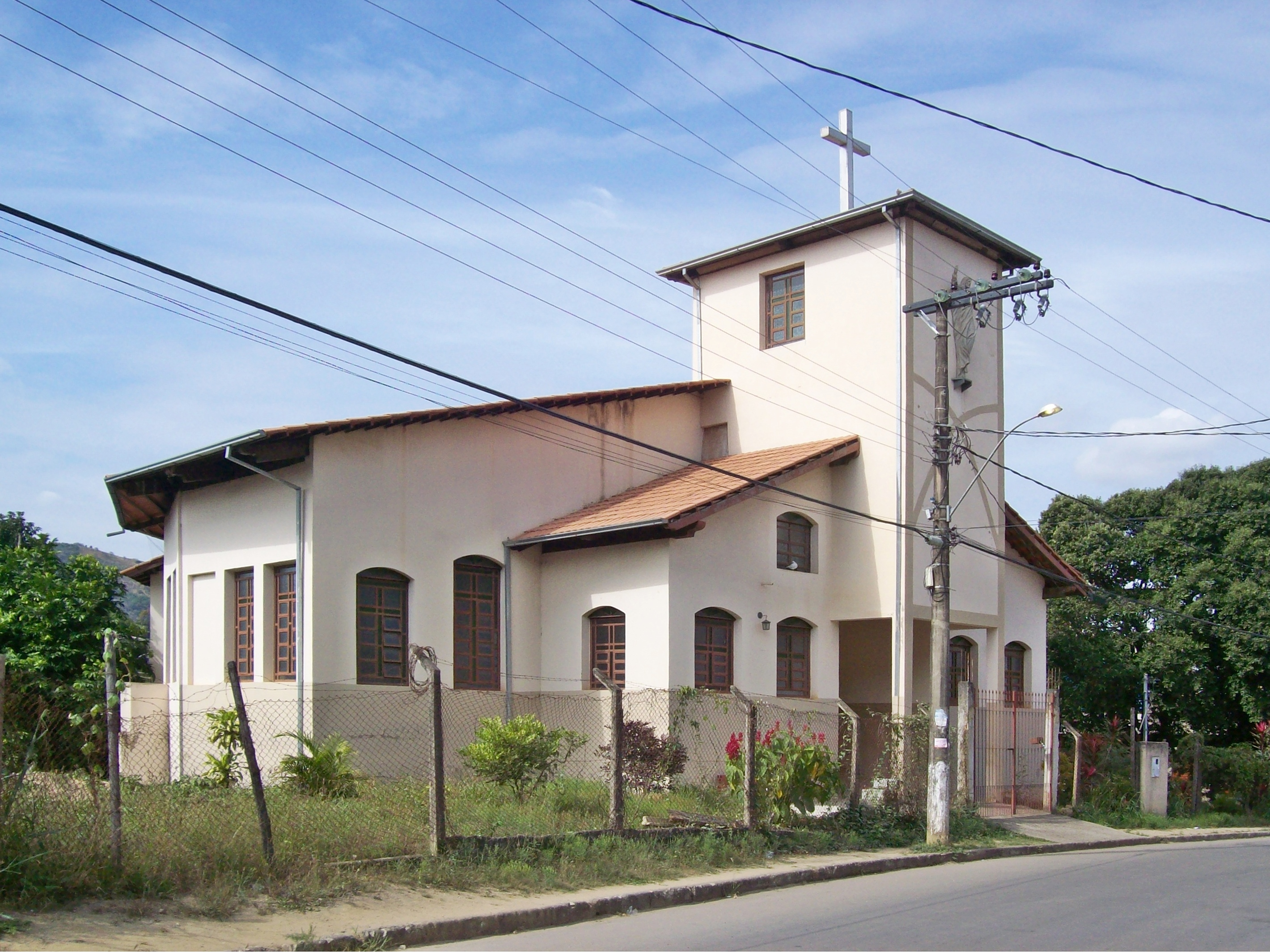
Igreja Cristo Libertador, da Paróquia São Francisco Xavier.